# Воробель Іван Володимирович
Іва́н Володи́мирович Воробель (11 травня 1981, с. Кам'янки Підволочиського району Тернопільської області — 5 вересня 2014, під Щастям Луганської області) — український військовик, солдат 80-ї окремої аеромобільної бригади.

## Життєпис
Народився 1981 року в селі Кам'янки (Підволочиський район, Тернопільська область). Закінчив школу в своєму селі; у 1990-х проходив строкову службу в ЗСУ (Павлоград).
В АТО пішов добровольцем наприкінці липня.
Загинув 5 вересня 2014 року під Щастям. Українські вояки — 97 українських вояків на 6 БТРах й 2 танках (1 БТР підірвали — не заводився) — зайняли кругову оборону між селами Цвітні Піски й Стукалова Балка, відбиваючи натиск терористів в числі 240—260 чоловік. По тому засаду на техніці в русі на техніці. Після прибуття підрозділу під населений пункт Щастя було констатовано відсутність БТР-80 № 129, поранення зазнали 9 бійців. В бою загинули: прапорщик Анатолій Гаврилюк, сержант Іван Лемещук, молодші сержанти Степан Бродяк та Іван Сова, солдат Руслан Степула. Вважалися зниклими безвісти: старший лейтенант Пилипчук Юрій Юрійович, лейтенант Ігор Петрівський, сержант Олексій Ващук, молодші сержанти Віктор Бражнюк, Гураль Олег Володимирович, старший солдат Володимир Соломчук, солдати Сергій Боднар, Ватаманюк Сергій Миколайович, Іван Воробель, Корнач Сергій Сергійович, Підгайний Микола Йосипович, Роман Симпович, Слободян Едуард Геннадійович, Турчин Михайло Степанович, Микола Федус. Вважаються полоненими капітан Кондрацький Віталій Володимирович, солдати Гринюк Микола Володимирович, Клим'юк Олександр Юрійович.
Але тільки 28 січня повідомили рідних після проведеної ДНК-експертизи. Тіло доправили на Тернопільщину 31 січня. Поховали Івана Воробля 1 лютого в рідному селі.
Без Івана лишились батьки, брат, дружина; син 9 років.

## Відзнаки
- за особисту мужність і героїзм, виявлені у захисті державного суверенітету та територіальної цілісності України, посмертно нагороджений орденом «За мужність» ІІІ ступеня[1].
- почесний громадянин Тернопільської області (26 серпня 2022, посмертно)[2];
- Його портрет розміщений на меморіалі «Стіна пам'яті полеглих за Україну» у Києві: секція 4, ряд 1, місце 22
- Вшановується в меморіальному комплексі «Зала пам'яті», в щоденному ранковому церемоніалі 5 вересня[3]